# Pausa/Vogtl.
Pausa/Vogtl. este un oraș din landul Saxonia, Germania.